# Vandalism
Pentru politica legată de vandalism pe Wikipedia, a se vedea Wikipedia:Vandalism.

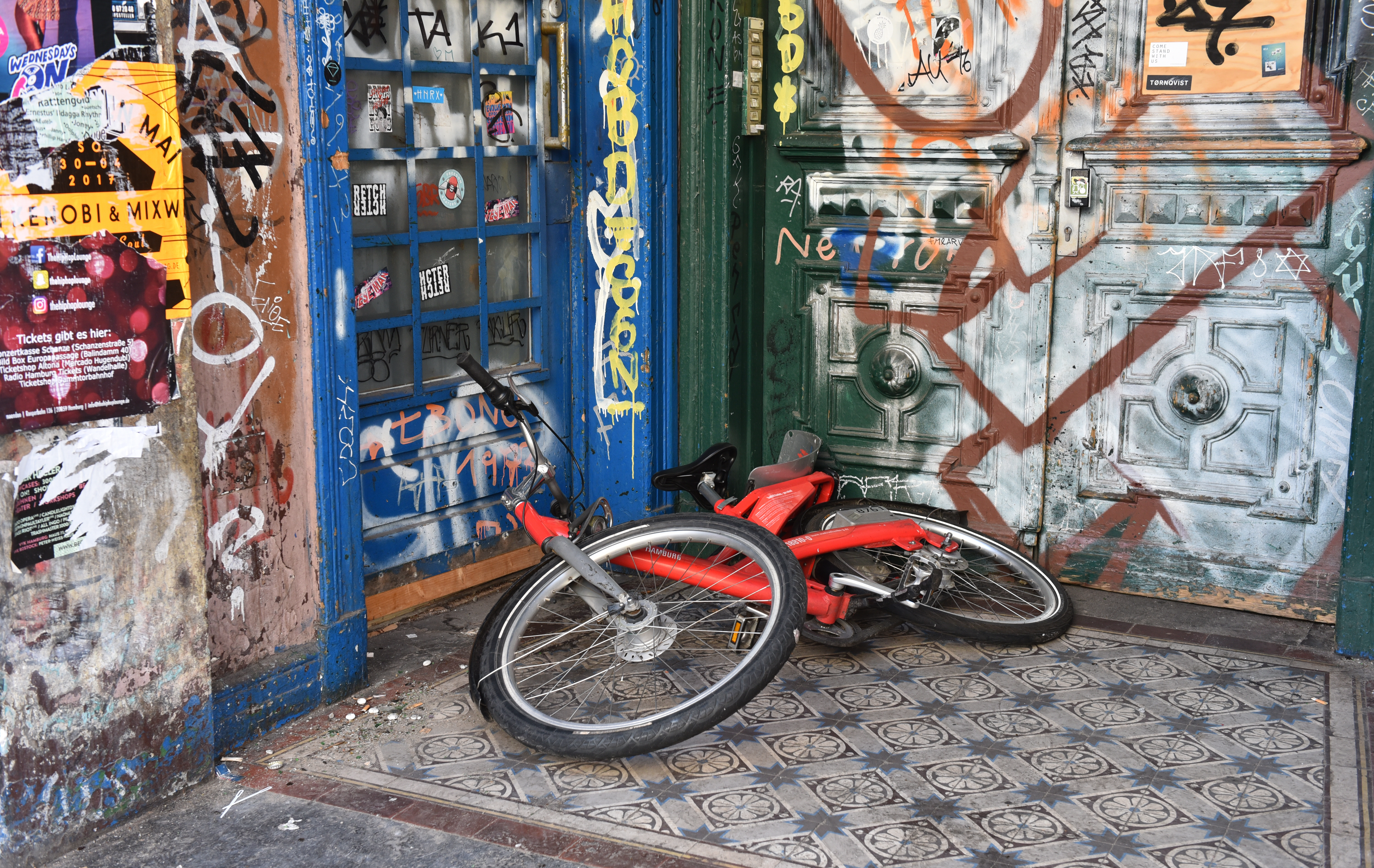
O bicicletă deteriorată de la intrarea unei case din Hamburg, care a fost vandalizată cu spray de vopsea.

Vandalismul este o acțiune care implică distrugerea intenționată sau deteriorarea unei proprietăți publice sau private.
Termenul include pagube materiale, așa cum ar fi graffiti și distrugerea îndreptată spre orice proprietate, fără permisiunea proprietarului. Termenul își găsește rădăcinile într-o concepție iluministă după care poporul germanic al vandalilor nu știau altceva decât să distrugă, pe unde treceau sau poposeau. 

## Etimologie

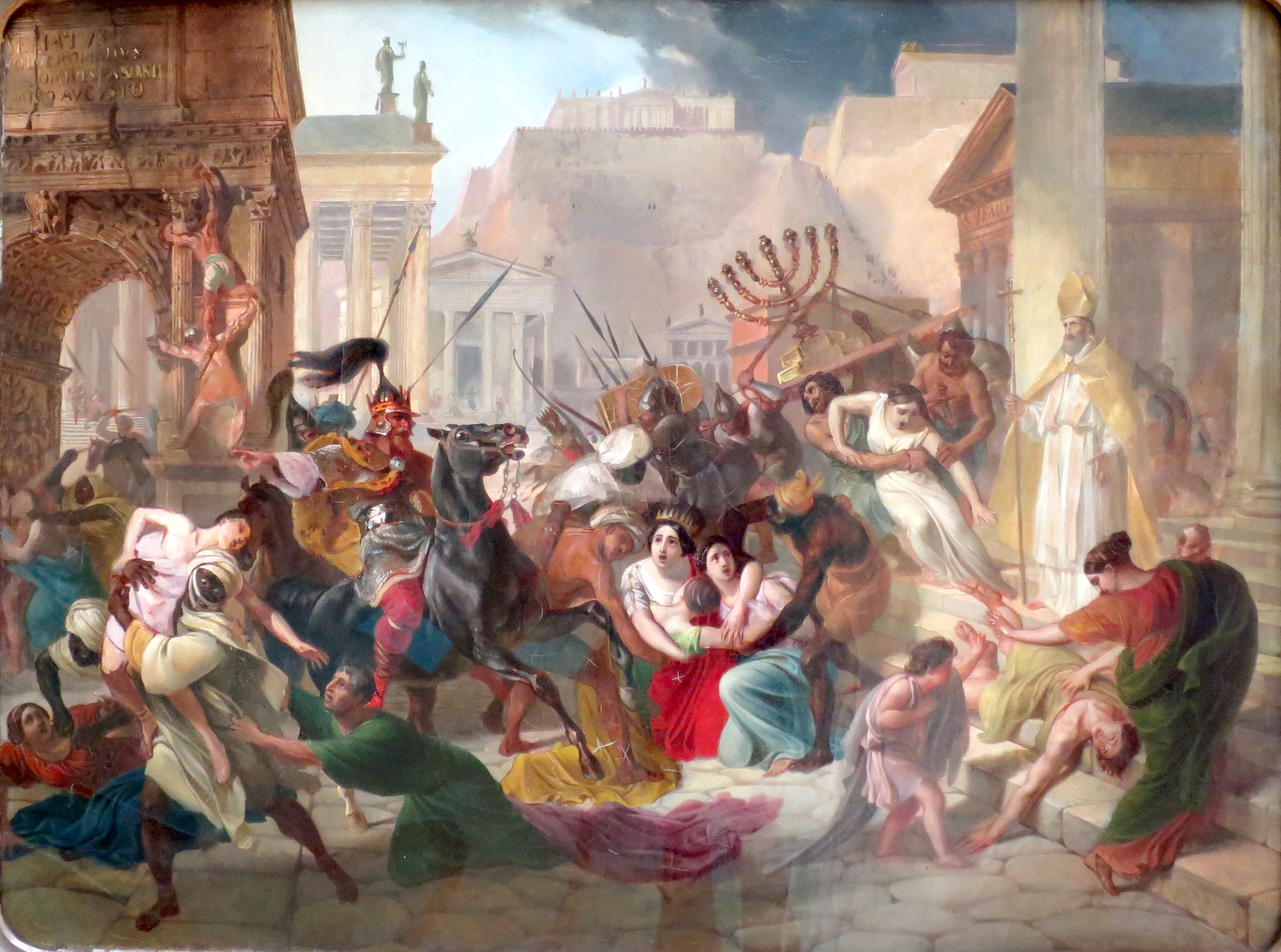
Karl Bryullov (1799 – 1852) — Jefuirea Romei de către vandalii lui Genseric

Vandalii, un popor germanic migrator, sunt asociați cu distrugerea fără sens, ca urmare a jefuirii Romei sub regele Genseric în 455. În timpul Iluminismului, Roma a fost idealizată, în timp ce goții și vandalii au fost blamați pentru distrugerea ei. Vandalii poate nu au fost mai distructivi decât alți invadatori din cele mai vechi timpuri, dar ei l-au inspirat pe poetul britanic John Dryden să scrie: „Până când goții și vandalii, un neam nordic crud, / Au desfigurat fără sens toate monumentele” (1694). Ce este adevărat este că vandalii au desfigurat în mod intenționat statuile, ceea ce explică, poate, de ce numele lor este asociat cu vandalizarea operelor de artă. Termenul de vandalism a fost inventat în 1794 de către Henri Grégoire, episcop de Blois, pentru a descrie distrugerea unor opere de artă în timpul Revoluției franceze. Termenul a fost adoptat rapid în întreaga Europă. Această nouă utilizare a termenului a fost importantă în colorarea percepției despre vandali la sfârșitul Antichității Târzii, popularizând ideea preexistentă că ei au fost un grup barbar, care distrugea de plăcere.
Din punct de vedere istoric, vandalismul a fost justificat de către pictorul Gustave Courbet ca distrugerea monumentelor simbolizând „război și cucerire”. Încercarea lui Gustave Courbet, în 1871, în timpul Comunei din Paris, de a demonta coloana din Place Vendôme din Paris, un simbol al fostului imperiu autoritarist al lui Napoleon III, a fost unul dintre cele mai renumite cazuri de vandalism. Friedrich Nietzsche însuși ar fi meditat, după Comună, asupra „luptei împotriva culturii”, luând ca exemplu incendierea intenționată a Palatului Tuileries, pe 23 mai 1871. „Lupta criminală împotriva culturii este doar reversul culturii criminale”, a scris Pierre Klossowski, citându-l pe Nietzsche.
Într-o propunere la Conferința Internațională pentru Unificarea Dreptului Penal care a avut loc la Madrid, în 1933, Raphael Lemkin a propus crearea a două noi infracțiuni internaționale (delicta juris gentium): infracțiunea de barbarie, constând în exterminărea colectivităților rasiale, religioase sau sociale, și infracțiunea de vandalism, constând în distrugerea unor opere culturale și artistice ale acestor grupuri. Propunerea nu a fost acceptată.

## Activitate criminală

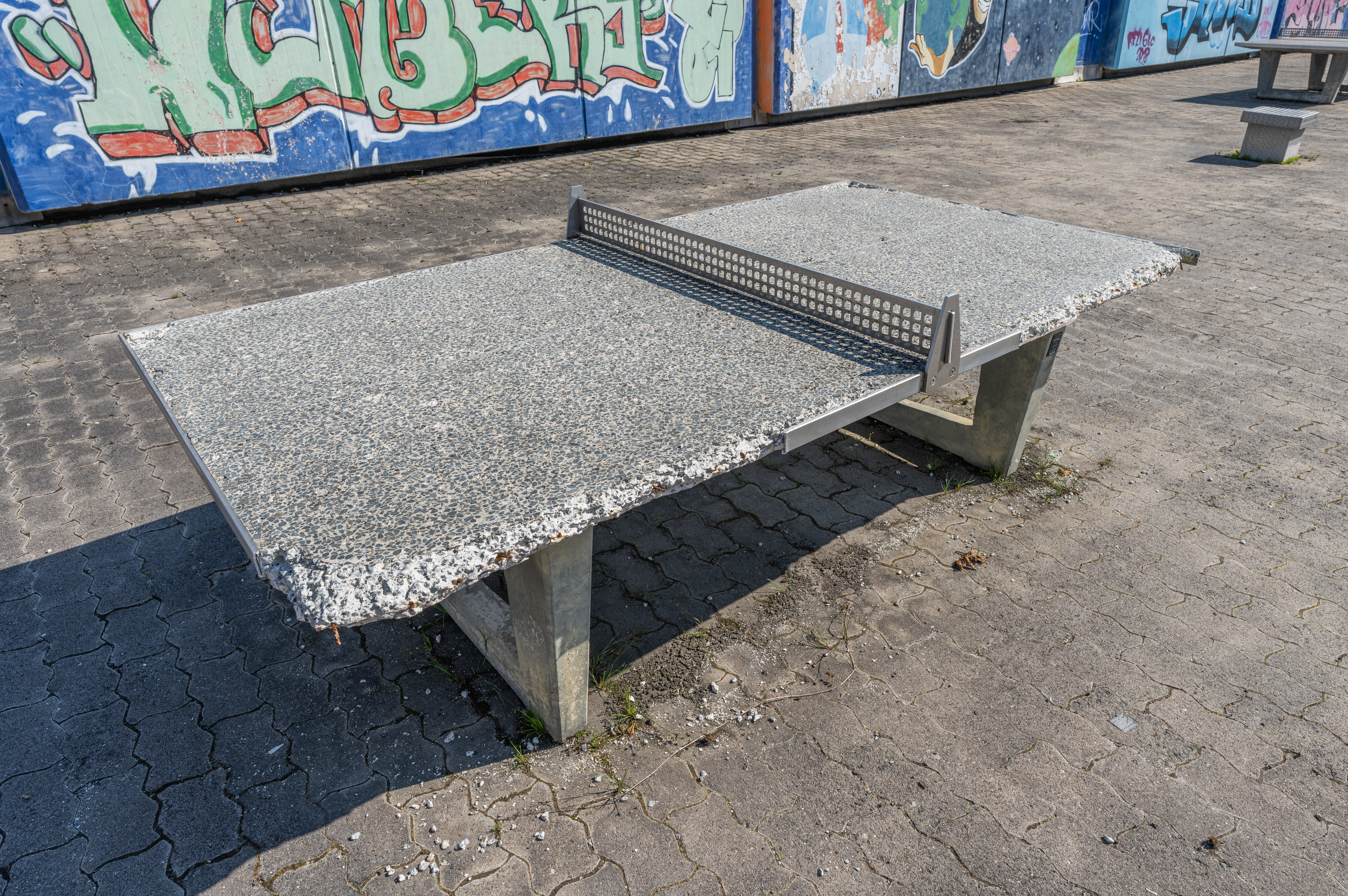
Masă de tenis de masă deteriorată cu bună știință în Hof

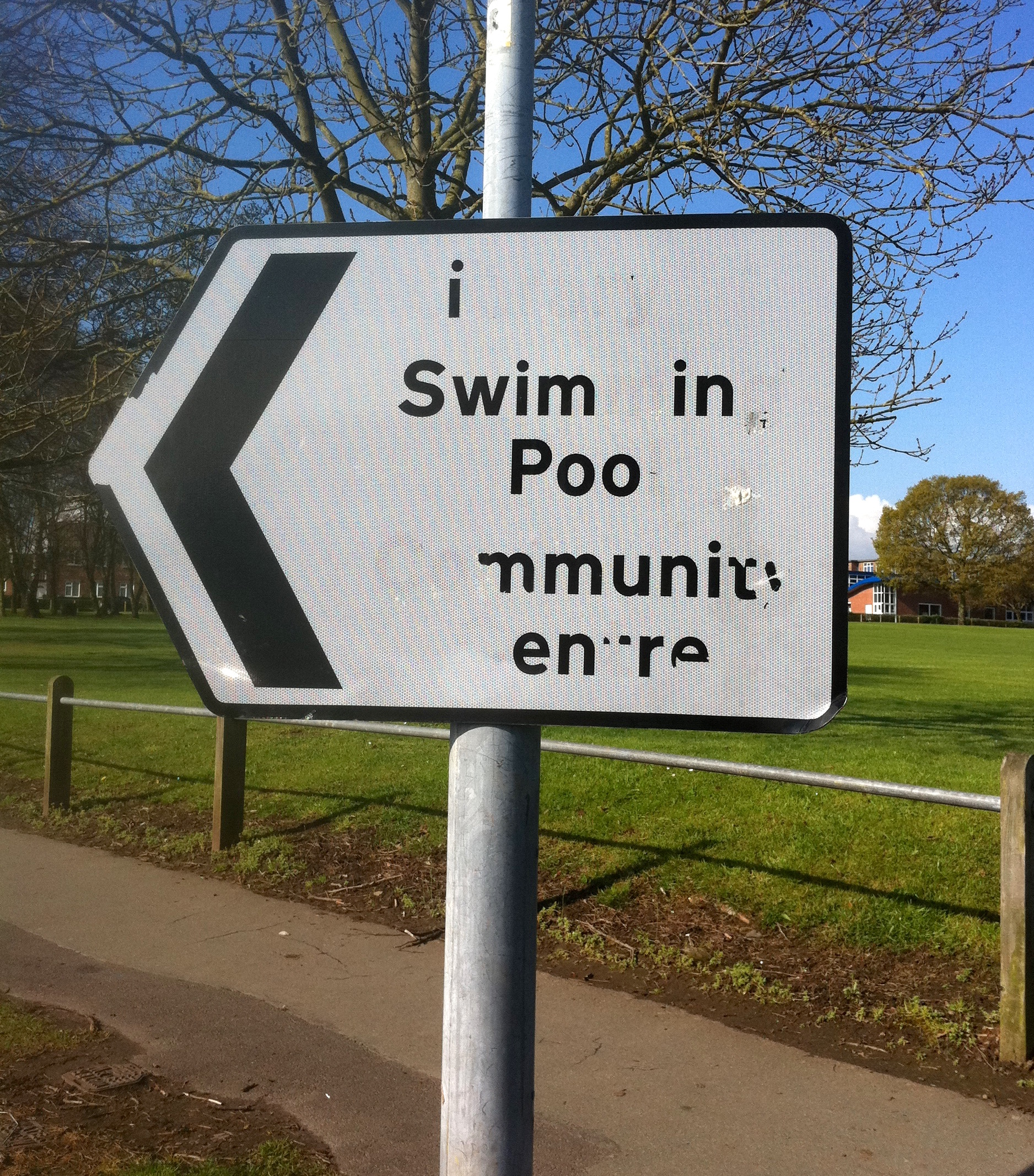
Vandalizarea unui panou stradal

Se comit acte de vandalism atunci când se deteriorează sau deformează intenționat o proprietate individuală sau publică. Unele acte de vandalism pot fi calificate drept bruiaj cultural (culture jamming) sau distorsionarea culturii (sniggling): acesta este considerat de unii a fi artistic în felul lui, chiar dacă efectuat ilegal sau fără permisiunea proprietarului. Exemplele includ cel puțin unele graffiti artistice, „eliberarea” panourilor de afișaj și, eventual, cercurile uriașe din lanuri (considerate inițial ca făcute de extratereștri!). Vandalismul penal ia multe forme. Graffiti pe proprietatea publică este ceva obișnuit în multe orașe, ca parte a unei culturi de gang, în cazul în care acestea sunt folosite ca marcaje teritoriale. Forme mult mai grave de vandalism pot avea loc în timpul unor rebeliuni, care poate implica distrugerea intenționată a proprietății private și publice. Vandalismul per se (fără motiv, din plăcere) este considerat una dintre cele mai grave și mai frecvente infracțiuni, dar poate deveni încă mai grav și mai dureros atunci când infracțiunile sunt comise pe scară largă, în mod violent, ca o expresie a urii sau pentru a intimida. Ca răspuns, autoritățile locale au adoptat diverse măsuri legislative pentru a preveni actele de vandalism, dar cercetările au arătat că strategiile convenționale, utilizate ca răspuns cel puțin la graffiti neaprobate, nu sunt cele mai eficiente.

### Exemple
Exemple de vandalism includ sărarea peluzelor, tăierea de arbori fără permisiune, aruncatul ouălor, spargerea geamurilor, incendierea, pulverizarea vopselei pe proprietățile altora, marcaje, plasarea de lipici în încuietori, tăierea anvelopelor, keying-ul (zgârierea vopselei mașinilor sau a altor obiecte), aruncarea pantofilor pe liniile electrice aeriene sau structuri similare, devastarea unei proprietăți, inundarea unei case prin înfundarea unei chiuvete și deschiderea robinetului, smulgerea de plante din locuri publice.

### Politice
În alegeri, suporterii candidaților sunt antrenați deseori în „vandalismul politic” - actul de distrugere a afișajelor adversarilor politici. Deși natura acestui material este temporară, distrugerile pe care le suferă pot avea efecte de lungă durată, deoarece aruncă o lumină nefavorabilă atât asupra victimei cât și asupra candidatului în favoarea căruia s-a săvârșit vandalizarea.
În plus, activiștii poate utiliza tactica de distrugerea proprietății ca mijloc de protest, de exemplu, prin spargerea ferestrelor băncilor, ale magazinelor și a unor instituții guvernamentale, sau să dea foc la mașini. Acest lucru are loc adesea în timpul revoltelor, dar se poate, de asemenea, întâmpla ca un eveniment de sine stătător, de exemplu, la manifestațiile activiștilor pentru drepturile animalelor, care duc la distrugerea proprietăților deținute de fermieri, de companii de biotehnologie, și de facilități de cercetare și eliberarea animalelor (care este uneori menționată ca eco-terorism de către adversari). Vandalismul este, de asemenea, o tactică comună de black bloc.

### Motivele
Acțiunile de acest fel pot fi atribuite furiei sau invidiei, sau comportamentului oportunist spontan – eventual din spirit de turmă sau ca bravadă în culturle de gang, sau nemulțumirii având ca țintă (victimă) o persoană sau societatea. Vandalismul oportunist de această natură poate fi, de asemenea, filmat, mentalitatea care poate fi asemănător cu acel happy slapping. Prevalența la scară mare a graffiti-lor de gașcă în unele orașe a dus lpână la urmă la acceptarea lor – atât de mult încât pot trece neobservate sau să nu fie eliminate, eventual, deoarece acesta poate fi un efort zadarnic, urmat de un nou graffitti. Lăcomia poate motiva vandalismul ca și unele ideologii politice, care doresc să atragă atenția asupra problemelor; sau frustrarea, chiar spiritul ludic. Mulți tineri, cei mai frecvenți vandali, au o situație socială precară și sunt cuprinși deseori de plictiseală. Vandalismul permite oamenilor neputincioși să-i atace pe cei de deasupra lor, să preia controlul și să sperie pe alții. Nepedepsirea vandalismului poate oferi defulare, care întărește comportamentul.

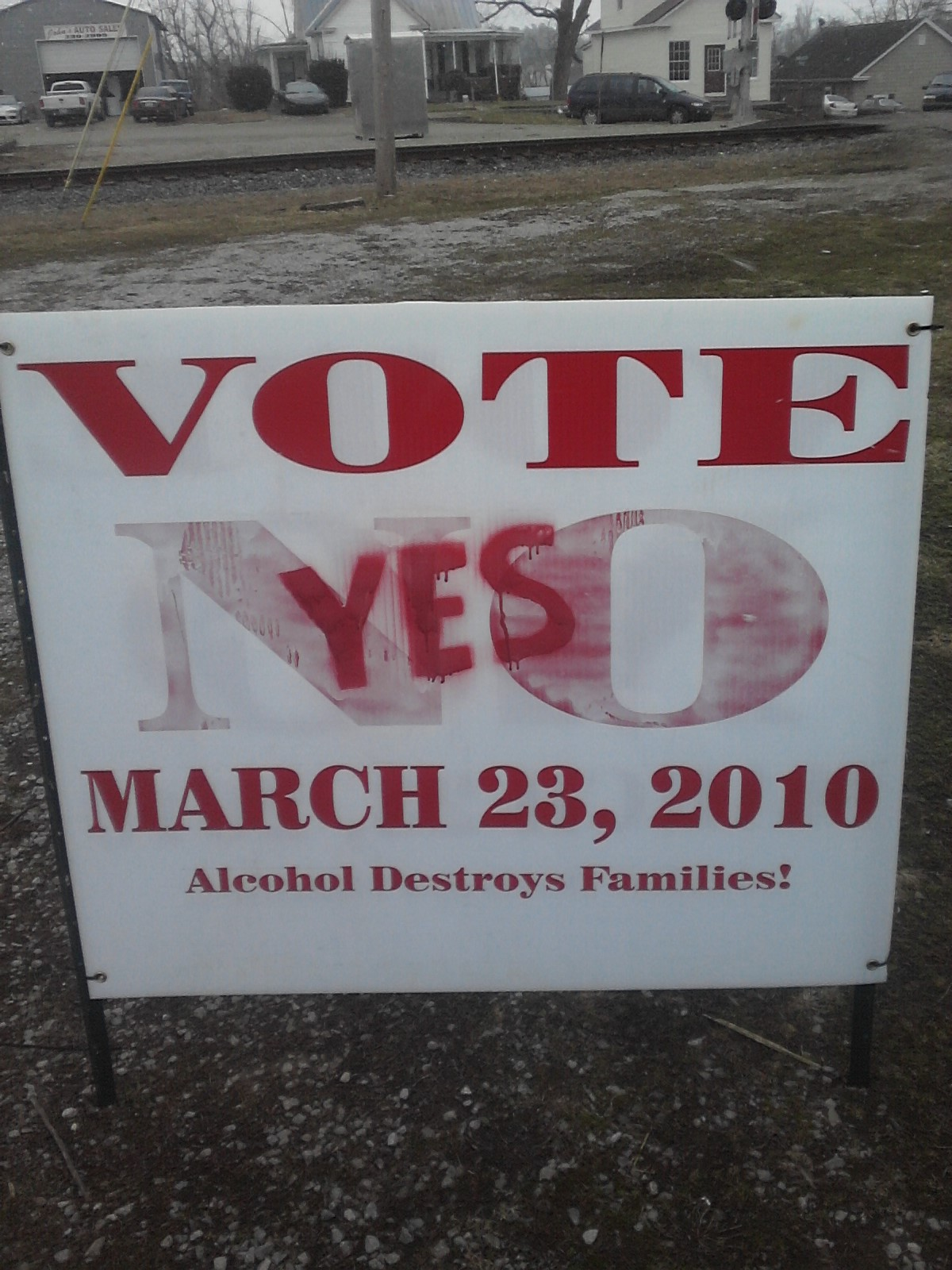
Vandalism cu motivație politică.
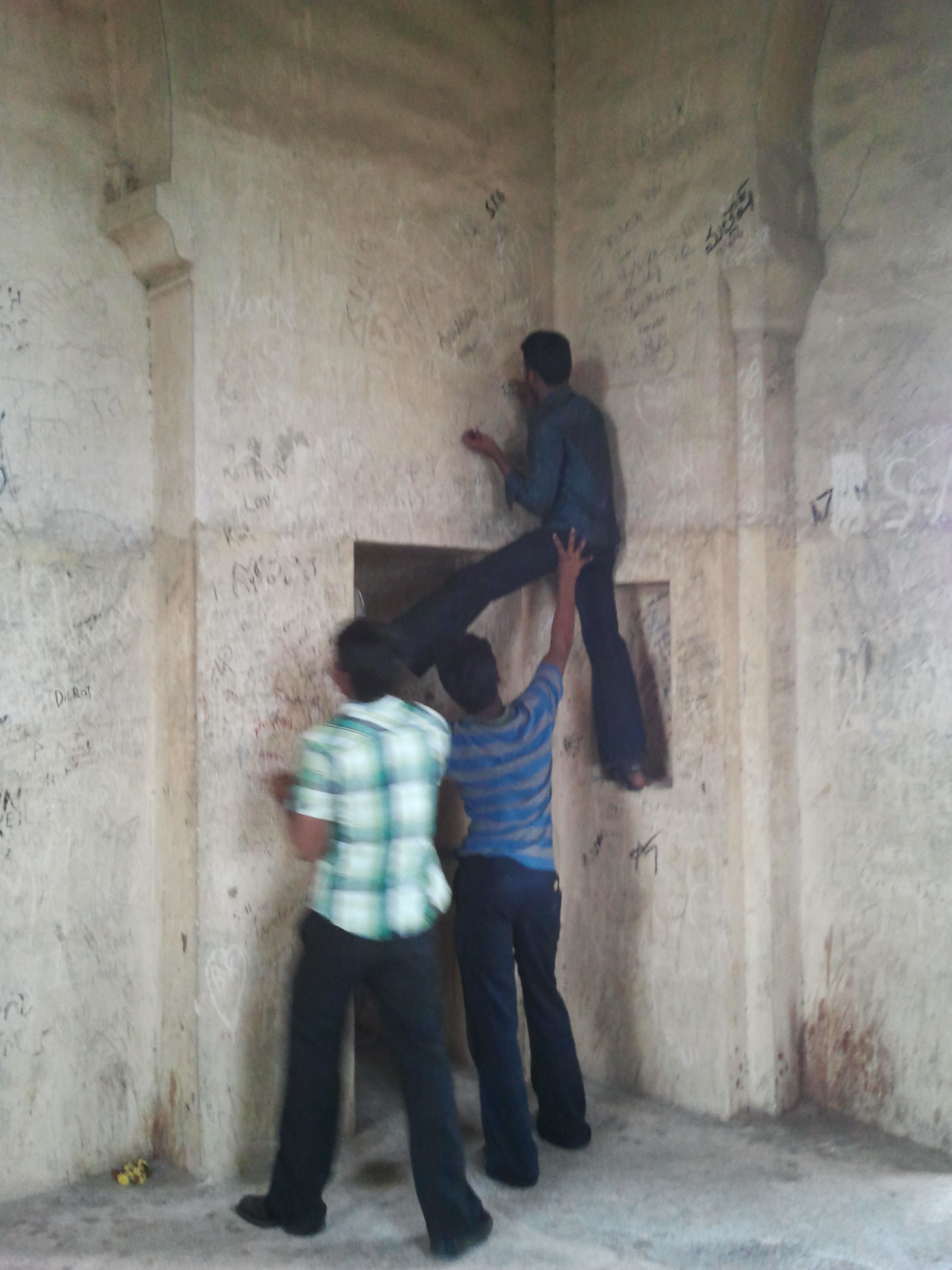
Oamenii mâzgălind pereții Fortului Golconda din Hyderabad, India
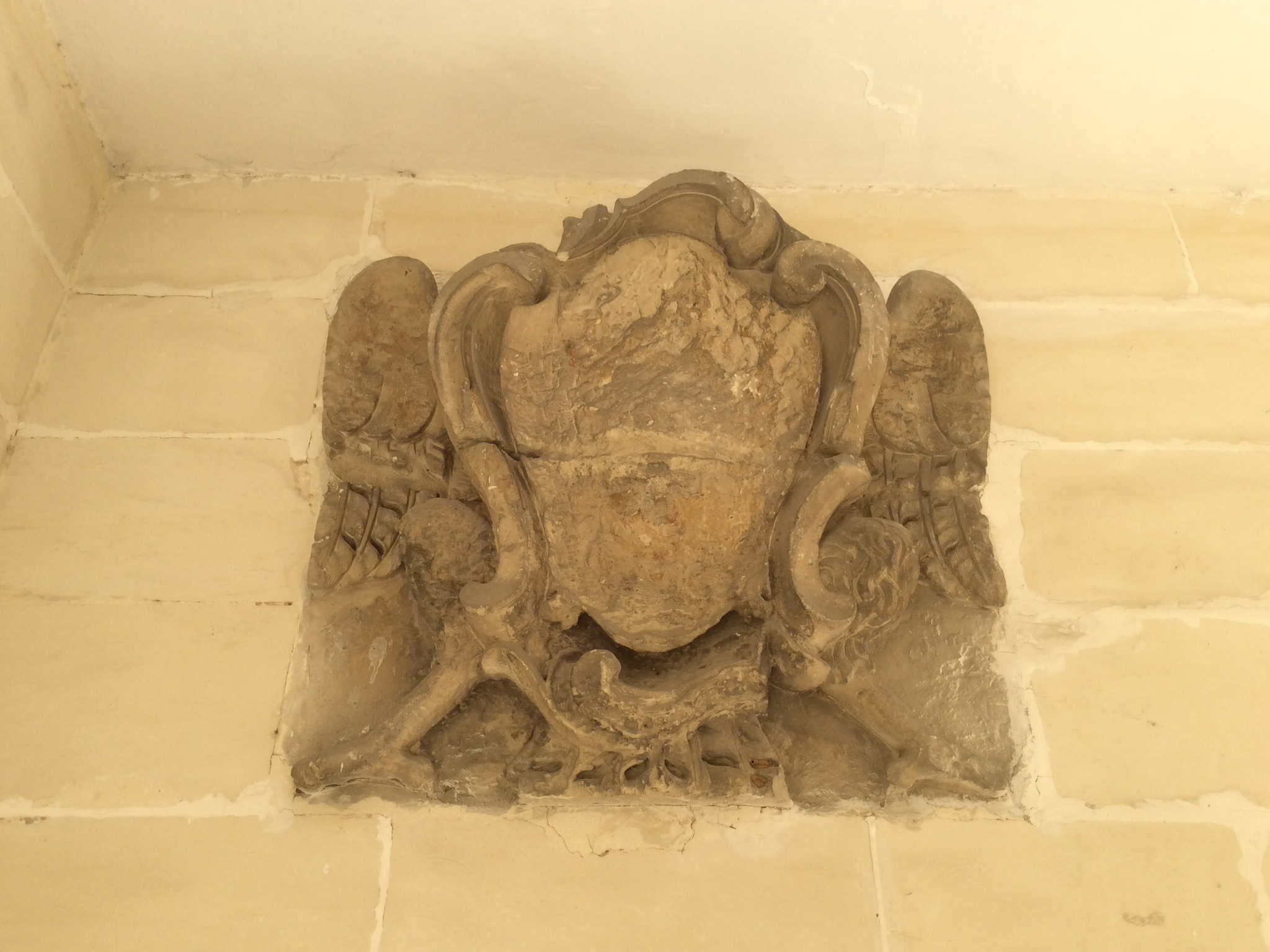
Desfigurarea unui blazon (probabil al lui Emmanuel de Rohan-Polduc) în Santa Venera, Malta
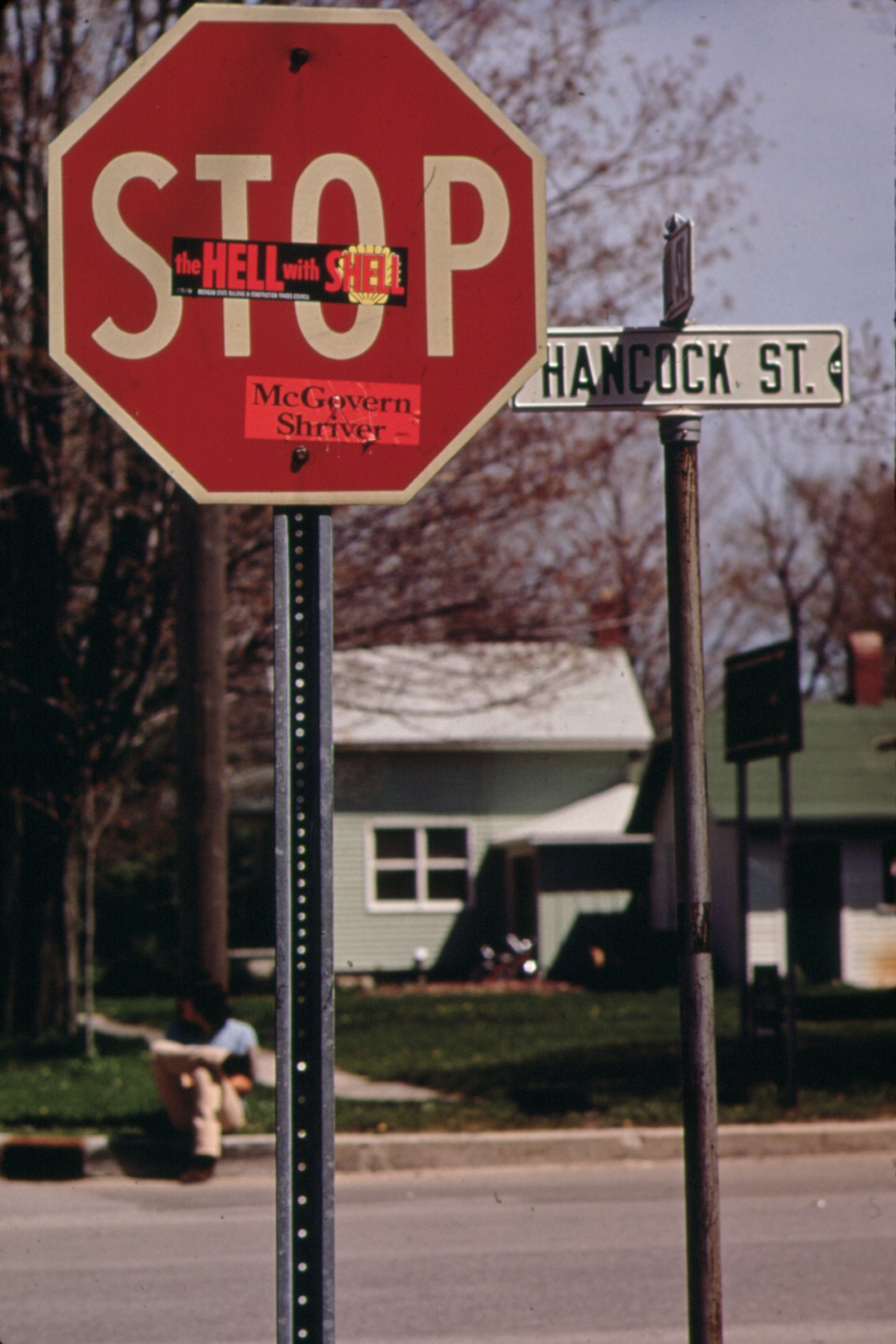
Un autocolant pe care scrie "La NAIBA cu SHELL" , fotografiat în Michigan în anul 1973
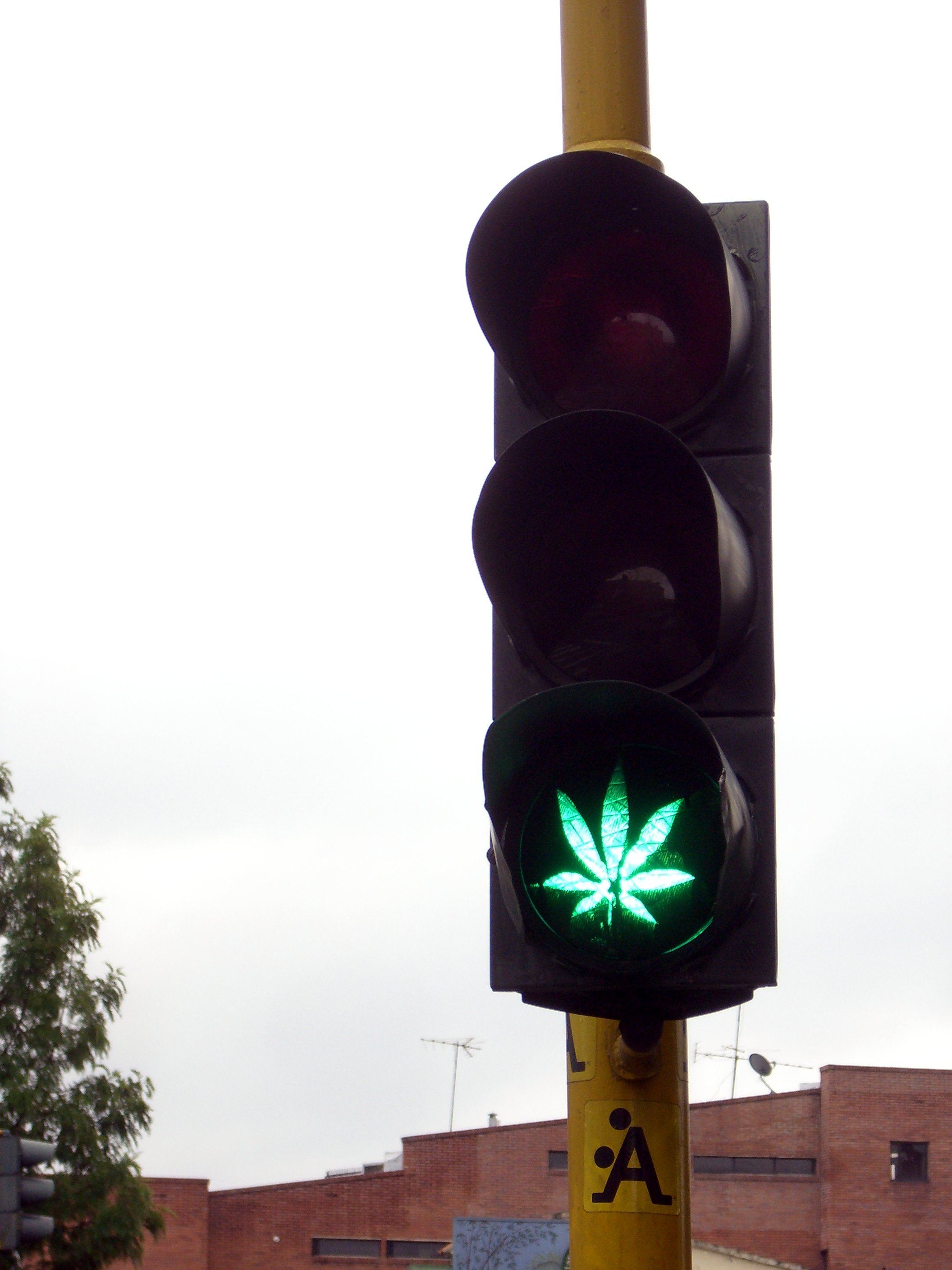
Vandalizarea Semaforului cu imaginea plantei de canabis în Bogotá, Columbia